# Upplands runinskrifter 6
Upplands runinskrifter 6 är 10 fragment av vikingatida runsten av sandsten på Björkö, Adelsö socken och Ekerö kommun. Ett fragment upptäcktes 1992, låg som grundsten till en riven ladugård vid Oppgården (inom 255). Vid samma tillfälle uppmärksammades även ett fragment som hade förvarats inomhus i boningshuset. Fragmenten har tillförts Statens historiska museum (SHM 30574:2 & 3). Ytterligare ett fragment påträffades 1993 och ännu ett 2012 i samband med schaktningsarbete i Björkö by. Ristningen på den sista  består av en halvcirkelformad runslinga med nio runor. Runhöjden är 5,5-6 cm. Inskrift: "...sten reste..." . Sedan 2013 är det fastslaget att de, i likhet med övriga runstensfragment från Björkö by, härrör från en och samma runsten. Fragmenten pusslades ihop 2013.
Runstensfragmenten med signumen U 7 och U 8 hör till U 6.

## Inskriften
Translitterering av runraden:
× þorst... ... ...stain × rais... ... -str-- ...-... ...uk × eftiʀ × ¶ ...tunba... × ... × a... ...ʀ... ...ain × ...
Normalisering till runsvenska:
Þorst[æinn ok] ...stæinn ræis[tu] ... [Æ]str[ið](?) ... ok æftiʀ ... ... ... ... [Øyst]æinn(?) ...
Översättning till nusvenska:
Torsten[och]...-sten(el. Sten) reste... [efter]Estrid(?) ... och efter ... Östen(?) ...
Runristaren Östen har signerat ristningarna Sö 311, Sö 313,  Sö 312 (med förkortad ristarsignatur aystain) och Sö ATA-322-1467-2011, samt utfört Sö 344 och Sö 338.